# Canto a tenore
Canto a tenore (итал. од сардинског cantu a tenore, познат и као u tenore, su cuncordu, su cuntrattu, su 'ussertu, s'agorropamentu, cantu a proa) је врста вишегласног народног певања која потиче из пастирских обичаја централне регије Барбагија, а данас се проширио по целој Сардинији (Италија). Према неким антрополошким истраживањима, овај начин певања постоји још од културе нурагија из металног доба. Као израз сардинске културе, canto a tenore је уписан 2008. године на Унескову листу нематеријалне светске баштине у Европи.

## О народном певању Canto a tenore
Обично га изводе четворица мушкараца који певају на различите гласове (бас, контра, boche и mesu boche) док стоје чинећи затворени круг. Соло певач (boche или oche) изводи неку прозу или песму, коју понавља у mesu boche, док су остали гласови пратећи вокали. Главна одлика овог певања је дубока и грлена боја тона пратећих гласова баса и контра. Уметност певача из региона Барбагиа је укорењена у свакодневном животу локалних заједница. Тако се canto a tenore често изводи спонтано у локалним баровима (zilleri), али и током церемонија као што су венчања, шишање оваца, верски фестивали и карневал у Барбаричину.
О гласовима:
- бас (bassu) - грлени глас који подсећа на звуке вола, и он је основа песама Теноре. Има виталну функцију емитовања стабилних, дугих и ниских нота и формирања првог слоја песме.
- контра (contra) - је глас вишег тона – сличан овчјем крику, и има улогу да сарађује са басовим бесмисленим слоговима, формирајући рудиментални ритам песме.
- boche - је водећи звук перформанса. Са boche је тај који пева стихове/песме и води остала три члана. Он одлучује о ритму и варијацијама у песми. Представља пастира који кроти животиње и побеђује природу.
- mesu boche - Једини члан који стално мења ноте, а понекад и кључеве, он има улогу да песми да „покрет“ са адлибовима, варијацијама и другим триковима, тако да извођење увек буде свеже и забавно, никад досадно. Представља јагњетов крик и највиши је.

На Сардинији постоји велики репертоар песама и врста canto a tenoreа. Тако се по начину извођења тенорских песама могу препознати извођачи из разних села. Најчешће мелодије су серенаде boche’e notte (глас ноћи) и плесне песме као што су mutos, gosos и ballos. Стихови су или древне или савремене песме о свакодневним темама као што су емиграција, незапосленост и политика у сатиричном, забавном или чак протестном тону. У том смислу, песме се могу сматрати и традиционалним и савременим начином изражавања културе. Canto a tenore је посебно осетљив на друштвено-социјалне промене као што су слабљење пасторалне културе и повећани туризам на Сардинији. Представе на сценама за туристе нарушавају разноврсност репертоара и интимни оквир оригиналних представа. Неке од познатих група које изводе canto a tenore  су: Tenores di Bitti, Tenores de Orosei, Tenores di Oniferi i Tenores di Neoneli.